# Slag bij Pinkie Cleugh
De Slag bij Pinkie Cleugh vond plaats op 10 september 1547 en was een militaire confrontatie tijdens de Rough Wooing, een agressieve campagne van de Engelse regent Edward Seymour, hertog van Somerset, om zijn neef Eduard VI van Engeland te laten huwen met de vierjarige Maria I van Schotland. Dit was op een veto van James Hamilton, 2de earl van Arran, gestuit, waarna Somerset de oorlog aan Schotland verklaard had. Pinkie Cleugh is een helling aan de oever van de Esk in Musselburgh, heden ten dage in het graafschap East Lothian gelegen. Het Schotse woord cleugh betekent een afgrond of richel en is onbekend in Engeland, waar meestal kortweg van de Slag bij Pinkie gesproken wordt. Destijds stond de veldslag in Engeland echter als de Slag bij Musselburgh bekend.
Ten tijde van het conflict bestond reeds ongeveer 250 jaar een alliantie tussen Schotland en Frankrijk, waardoor Frankrijk zich in Schotse politieke aangelegenheden mengde. Het Engelse heir bestond uit ongeveer 18.000 manschappen en was daarmee minder talrijk dan het Schotse, dat op 22.000 tot 34.000 soldaten is geschat. Door de inzet van een vloot in het estuarium van de Esk werd de strijd echter een gecombineerde veld- en zeeslag, die in het voordeel van de troepen van Somerset uitdraaide. De Engelsen verloren hierbij circa 200 manschappen; het precieze aantal Schotse gesneuvelden is onbekend, maar bedroeg meerdere duizenden. 10 september 1547 staat derhalve bekend als Zwarte Zaterdag.
De Slag bij Pinkie Cleugh is uitzonderlijk goed gedocumenteerd dankzij een gedetailleerd reisverslag van de Londenaar William Patten, die de veldslag van dichtbij meemaakte en in 1548 een boek over zijn ervaringen publiceerde.

## Aanloop
De dag vóór de veldslag werd Alexander Home, de 5de Lord Home, met zijn zoon door de Engelsen gevangengenomen toen hij op de flank van Fa'side Hill de Engelsen had uitgedaagd. George Gordon, 4de earl van Huntly, had Somerset tot een duel uitgedaagd, waarop de hertog niet was ingegaan. Arran en Somerset waren geleidelijk naar elkander toe opgerukt vanuit Edinburgh en Newcastle upon Tyne respectievelijk. De Engelse cavalerie werd door baron Grey aangevoerd; Somerset hield het midden van de troepen terwijl John Dudley, earl van Warwick en later hertog van Northumberland, de voorhoede leidde. Langs de kust voeren vierenzestig schepen, waaronder dertig oorlogsschepen, noordwaarts onder leiding van Lord High Admiral Edward Clinton, die in Berwick-upon-Tweed was ingescheept. Viceadmiraal Sir William Wodehouse legde tweeëndertig cargoschepen voor anker in de monding van de Tyne. De vloot volgde de kustlijn van de Firth of Forth en bleef ter hoogte van Port Seton drijven. Sir Peter Mewtas, van Duitse afkomst, voerde 600 haakbusschutters te voet aan; kapitein van een bereden regiment soldaten met haakbussen was de latere Spaanse ontdekkingsreiziger Pedro Sarmiento de Gamboa.

### Schermutseling op 8 september
De earl van Arran bezette de westelijke oever van de Esk en bezat de controle over de enige brug over de rivier in Musselburgh. Hij gaf Archibald Douglas, de 6de earl van Angus, de opdracht langs de kustlijn aan de linkeroever van de Esk een aarden wal met kanonnen op te trekken, ter bescherming tegen aanvallen door de Engelse schepen. Middelerwijl had de hertog van Somerset zijn troepen op Fa'side Hill gepositioneerd, in de buurt van Fa'side Castle waarin zich een klein aantal Schotse manschappen bevond. De Schotten bezaten geen eigen vloot; deze was na de dood van Jacobus IV van Schotland verkocht. Beide kampen observeerden elkander aan verschillende oevers van de Esk: de Schotten wilden te Musselburgh verhinderen dat de weg naar Edinburgh openstond, terwijl de Engelsen, die in Inveresk stonden opgesteld, in westelijke richting door de barrière wilden breken. Om de Schotten te intimideren plunderden en brandschatten de Engelsen reeds op 8 september alle huizen, boerderijen en molens aan de oostelijke oever van de stroom en doodden zij elkeen die poogde te ontsnappen.
Beide partijen onderhandelden daags voor de veldslag. Niettegenstaande Somersets resolute weigering om met de earl van Huntly te duelleren, besefte hij dat hij strategisch in het nadeel verkeerde: de Schotten waren met veel meer dan de Engelsen en na de plundering van de rechteroever kampte het Engelse leger algauw met voedselschaarste. De hertog stuurde een brief naar Arran waarin hij hem beloofde zich te willen terugtrekken op voorwaarde dat Koningin Mary in Schotland zou blijven totdat ze een huwbare leeftijd had bereikt en zelf kon beslissen wie ze wilde huwen. De earl van Arran wees dit voorstel van de hand.

## Verloop

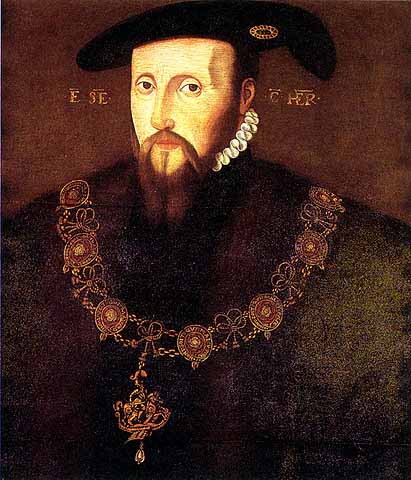
Edward Seymour, hertog van Somerset

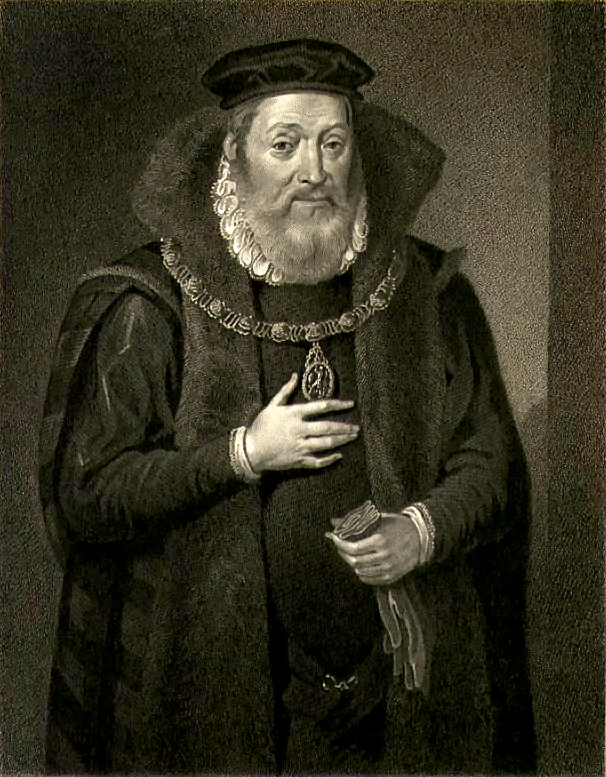
James Hamilton, earl van Arran

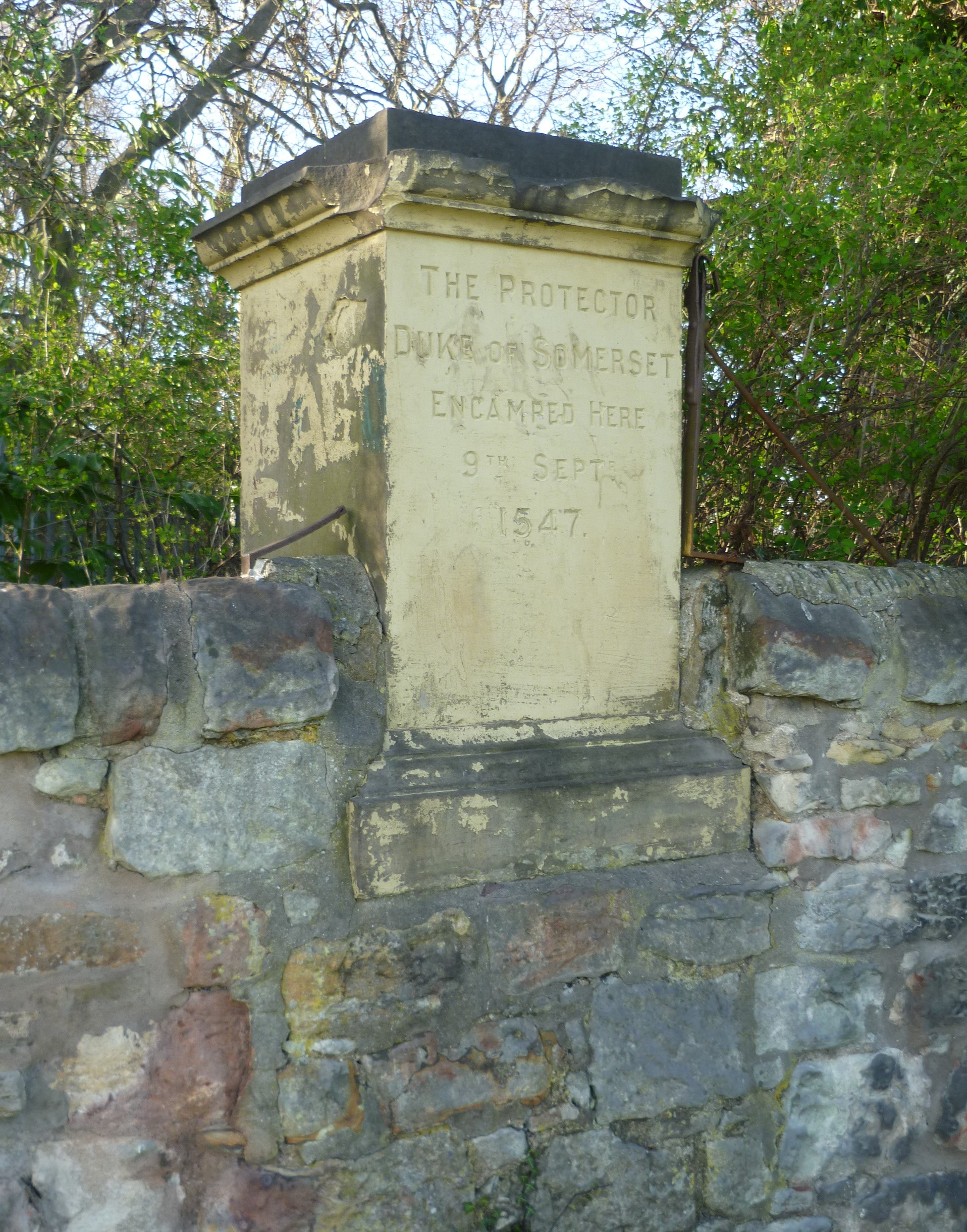
Gedenksteen in Musselburgh Park

Het Schotse heir handhaafde vooralsnog een defensieve opstelling: de soldaten bevonden zich op de steile oever in drie rijen met lansen zowel achter als boven elkander, waarbij de ondersten gehurkt zaten en de bovensten vooroverbogen. In deze eerste charge verloren de Engelsen een tweehondertal ruiters, doordat hun paarden in het moerassige terrein verzonken. Het zuidelijker gedeelte van het terrein bleek lastig doorwaadbaar, terwijl de noordflank door de Schotse beschermingswal was afgeschermd en de brug in het midden gebarricadeerd was. In de 16de eeuw was de Esk breder en turbulenter: de oevers waren steiler en met struiken begroeid. Mogelijkerwijze zijn de Engelse schepen tijdens de veldslag ook de stroom op gevaren. Aan Schotse zijde vocht een regiment monniken van de Abdij van Dunfermline mee, die bezorgd waren over een mogelijk oprukken van het anglicanisme.

### Tactische vergissing van Arran
Op de tiende september stak Arran, die het centrum van de troepen aanvoerde, de rivier naar zijn oostelijke oever over, in de waan verkerend dat de Engelsen de aftocht bliezen; dit bleek een tactische fout. Arran wilde verhinderen dat de Engelsen hun boten zouden bereiken, maar zijn linkerflank werd kwetsbaar voor het kanonsvuur van de oorlogsschepen. De rechterflank trachtte Fa'side Hill in te nemen, niet wetend dat Somerset hierop kanonniers had geposteerd, die de lansdragers beschoten en terugdreven. Somerset beval de aanval aan Lord Grey, die met de cavalerie de Schotten tegemoettrad. Toen de earl van Arran zag dat de Engelse troepen de heuvels in Inveresk hadden verlaten en naar de vlakte van het beekje Pinkie waren afgedaald, dacht hij verkeerdelijk dat Somerset zich over het strand van Musselburgh oostwaarts wilde terugtrekken. Misschien uit hovaardigheid besloot hij zijn sterke positie te verlaten en de Engelsen achterna te gaan om hun de pas af te snijden. Dit bleek een foutieve inschatting, want de verdediging van de brug over de Esk werd hierdoor verzwakt en zijn linkerflank werd door kanonskogels uiteengedreven. Het regiment monniken werd op één man na gedood. De haakbusschutters onder leiding van Mewtas en de ruiters onder Gamboa zorgden voor versterking; met hun sterke artillerie doorbraken zij de noordelijke flank van de Schotse opstelling. De krijgers uit de Schotse Hooglanden waren niet opgewassen tegen dit zware geschut, en toen de earl van Arran zich tactisch terugtrok om zich te hergroeperen, dachten zij dat de aftocht geblazen was. De Engelsen interpreteerden de vlucht van de Hooglanders als een overgave van de vijand.

### Engels offensief
Met hun geavanceerde wapens kregen de Engelse soldaten de overhand: door de Schotten vanaf de heuvel te beschieten braken ze zonder veel moeite door de Schotse gelederen, wier uitrusting nog grotendeels middeleeuws was en die minder sterk bepantserd waren. De Schotten vluchtten in drie richtingen, naar Edinburgh, Leith en Dalkeith, achternagezeten door de Engelse troepen die hen zoveel mogelijk afslachtten. Meerdere duizenden soldaten van het Schotse leger sprongen in de Esk en verdronken of werden door kanonskogels geraakt; de brug over de rivier werd versperd door lijken en alle velden in de omtrek waren bezaaid met dode soldaten en paarden, zodat het rivierwater letterlijk rood van het bloed kleurde. Fa'side Castle werd in brand gestoken en alle verstekelingen kwamen om. Somerset plunderde Edinburgh en doodde 360 mannen; vervolgens stak hij Leith in brand. Arran had zich ondertussen in Stirling verscholen. Na een rooftocht van een week vatte het Engelse leger de terugtocht aan en zag dat de akkers ter hoogte van Inveresk nog steeds vol rottende kadavers lagen. Circa 1500 krijgsgevangenen werden op Engelse boten geladen, benevens ongeveer 3000 buitgemaakte maliënkolders.

## Nasleep
Ofschoon de Slag bij Pinkie Cleugh een klinkende overwinning voor Engeland betekende, was het politieke resultaat op lange termijn verwaarloosbaar. Het doel van de strijd, de vereniging van Engeland en Schotland onder één kroon of op zijn minst het verhinderen van een Schots - Frans huwelijk, werd niet verwezenlijkt. Maria werd in 1548 naar Frankrijk gebracht en trouwde met de dauphin, Eduard VI overleed reeds in 1553. Een averechts effect van de slag was dat de alliantie tussen Schotland en Frankrijk juist versterkt werd. De Engelsen veroverden het stadje Haddington, maar moesten het al in 1550 verlaten wegens een uitbraak van de pest. Hoe dan ook werd de personele unie 56 jaar later een feit met de troonsbestijging van Jacobus I van Engeland, die toen reeds 36 jaar koning van Schotland was, nadat Elizabeth I van Engeland zonder troonsopvolger gestorven was. Vanuit een historisch perspectief bekeken was de veldslag zodoende nutteloos.
De veldslag wordt jaarlijks herdacht door de archeologische vereniging van Musselburgh. Het landhuis Pinkie House aldaar heeft echter geen historische banden met de slag. Fa'side Castle werd enkele jaren na de veldslag herbouwd en is in de tweede helft van de twintigste eeuw gerenoveerd. Het is thans een hotel.